# Monumento á mariña universal
Monumento á mariña universal är ett monument i Spanien.   Det ligger i provinsen Provincia de Pontevedra och regionen Galicien, i den nordvästra delen av landet, 500 km väster om huvudstaden Madrid. Monumento á mariña universal ligger 136 meter över havet.
Terrängen runt Monumento á mariña universal är kuperad åt sydost, men åt nordväst är den platt. Havet är nära Monumento á mariña universal åt nordväst. Runt Monumento á mariña universal är det tätbefolkat, med 427 invånare per kvadratkilometer. Närmaste större samhälle är Vigo, 13,3 km nordost om Monumento á mariña universal. I omgivningarna runt Monumento á mariña universal växer i huvudsak blandskog.